# Isole e aree protette del Golfo di California
Isole e aree protette del Golfo di California è un sito seriale messicano inserito dall'UNESCO nella Lista del Patrimonio Mondiale nel 2005, ampliato nel 2007 e nel 2011 con l'inserimento di nuove aree e la modifica territoriale di altre. La serie comprende 244 isole, isolotti e zone costiere che si trovano nel Golfo di California, nel nord-ovest del Messico.
Il Mare di Cortez e le sue isole sono stati definiti un laboratorio naturale per le indagini sulle specie marine. Inoltre, quasi tutti i principali processi oceanografici che si verificano negli oceani del pianeta sono presenti nel sito seriale, dandogli straordinaria importanza per lo studio. Il sito è una delle straordinarie bellezze naturali in uno scenario drammatico formato da isole frastagliate con alte scogliere e spiagge sabbiose, che contrastano con il brillante riflesso del deserto e delle acque turchesi circostanti. Ospita 695 specie di piante vascolari, più che in qualsiasi altro sito marino e insulare nella lista del patrimonio mondiale. Altrettanto eccezionale è il numero di specie ittiche: 891, 90 delle quali endemiche. Il sito, inoltre, contiene il 39% del numero totale mondiale di specie di mammiferi marini e un terzo delle specie marine di cetacei del mondo.
Nel 2019 il sito seriale è stato inserito nella lista lista dei patrimoni dell'umanità in pericolo.

## Le aree del sito seriale
| Numero      | Sito                                                                            | Stato                                                       | Area (ha)                           | Coordinate             | Immagine             |
| ----------- | ------------------------------------------------------------------------------- | ----------------------------------------------------------- | ----------------------------------- | ---------------------- | -------------------- |
| 1182-001    | Isole del Golfo di California                                                   | Bassa California, Bassa California del Sud, Sonora, Sinaloa | bene: 358000                        | 29°00′00″N 112°20′00″W |                      |
| 1182-002    | Riserva della biosfera dell'Alto Golfo di California e delta del fiume Colorado | Bassa California, Sonora                                    | bene: 86638 zona cuscinetto: 454591 | 31°38′00″N 114°37′00″W |                      |
| 1182-003    | Isola di San Pietro Martire                                                     | Sonora                                                      | bene: 1111 zona cuscinetto: 29054   | 28°22′30″N 112°20′15″W |                      |
| 1182-004    | Riserva della biosfera di El Vizcaíno                                           | Bassa California del Sud                                    | zona cuscinetto: 49451              | 28°22′30″N 112°20′15″W |                      |
| 1182-005    | Parco nazionale Bahía de Loreto                                                 | Bassa California del Sud                                    | bene: 206581                        | 25°50′35″N 111°13′00″W | Sierra de la Giganta |
| 1182-006    | Parco nazionale Cabo Pulmo                                                      | Bassa California del Sud                                    | bene: 7111                          | 23°27′00″N 109°25′00″W |                      |
| 1182-007    | Area della fauna e flora protetta del Cabo San Lucas                            | Bassa California del Sud                                    | bene: 3996                          | 22°53′00″N 109°52′00″W |                      |
| 1182-008    | Riserva della biosfera delle Isole Marías                                       | Nayarit                                                     | bene: 14854 zona cuscinetto: 626440 | 21°35′00″N 106°32′00″W |                      |
| 1182-009    | Parco nazionale dell'Isola Isabel                                               | Nayarit                                                     | 194                                 | 21°51′00″N 105°53′00″W |                      |
| 1182-010bis | Arcipelago di San Lorenzo                                                       | Bassa California                                            | bene: 8806 zona cuscinetto: 49637   |                        | Isla Partida         |
| 1182-011bis | Isole Marieta                                                                   | Nayarit                                                     | bene: 79 zona cuscinetto: 1304      |                        |                      |
| 1182-012ter | Area di protezione della flora e fauna Balandra                                 | Bassa California del Sud                                    | bene: 1197                          |                        | Playa Balandra       |